# Немејске игре
Немејске игре, су античке Грчке свечаности, са гимнастичким и другим такмичењима. Одржавале су се сваке две године у Немеји, шумовитој долини античке северне Арголиде. Ту је уз Зевсов храм био стадион, хиподром и позориште. Зевсов храм је подигнут у 7. веку п.н.е.
Као и на осталим панхеленским античким играма, на програму Немејских игара била су такмичења у трчању, скакању, бацањима, рвању, шакању, петобоју и панкратиону.
Организатори игара, најпре су били становници града Клеона, а од 460. п. н. е. становници Аргоса. Древне Олимпијске игре су биле свети празник, саставни део религиозног живота Хелена које су одржаване у част божанства.
Као награду победници су добијали венац од маслинових гранчица, а касније од целеровог лишћа и учешће у спортским надметањима су сматрали врхунцем земаљске среће, јер ће победник бити предмет дивљења за живота и предмет слављења после смрти, тако да циљ надметања није било користољубље, него частољубље.
Учвршчивањем хршћнства на тим просторима, Немејске игре су укинуте у IV веку.